# كتابة على لوحة مفاتيح
الرَّقْنُ أو الرقانة (بالإنجليزية: Typing) إدخال النصوص إلى آلة ما، كالآلة الكاتبة أو الحاسوب أو الآلة الحاسبة، بالضغط على المفاتيح الموجودة على لوحة المفاتيح. وهي تختلف عن طرق الإدخال الأخرى كاستخدام الفأرة والتعرف الرقمي على الكلام. 
تعتبر وسيلة إدخال النصوص بالنسخ هي الوسيلة الأولى لإدخال النصوص إلى الحاسوب، يليها التعرف الرقمي على الكلام.
تسهل برامج معالجة النصوص النسخ، حيث قد تحتوي على مصحح إملائي وإكمال تلقائي واستبدال تلقائي، تقوم جميعها بتسريع عملية إدخال النصوص وتصحيح الأخطاء التي قد يقع فيها الراقن.